# Lac Drolet
Le lac Drolet est un lac situé sur le territoire de la municipalité de Lac-Drolet en Estrie. Il est la source de la rivière Drolet, un affluent de la rivière Chaudière et un sous-affluent du fleuve Saint-Laurent.

## Géographie

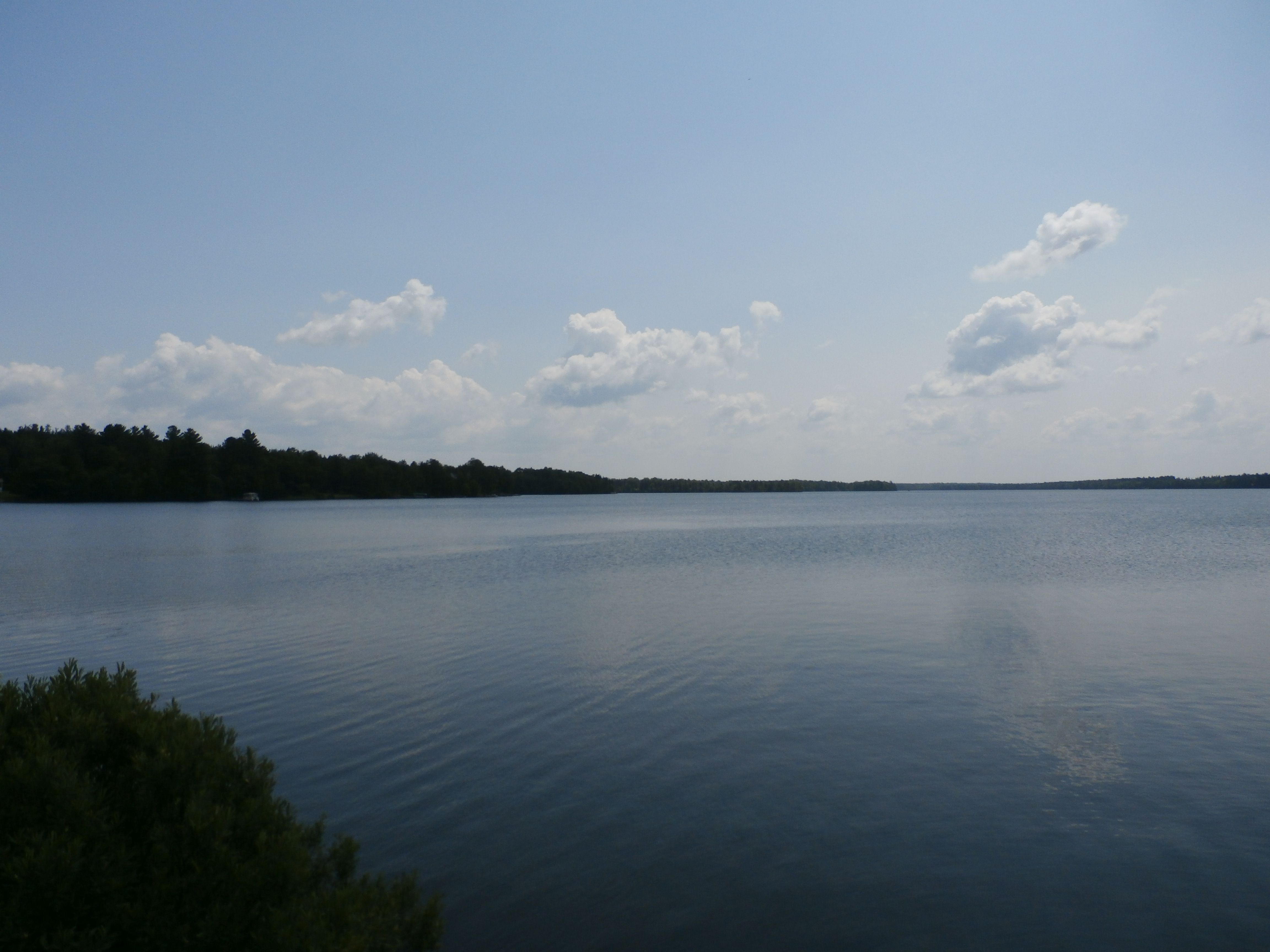
Le Lac Drolet vu du 7e rang.

La superficie du lac Drolet est de 708 acres (2,9 km2), son altitude, de 457 mètres et sa profondeur maximale, de 8 mètres. On y trouve les espèces de poissons suivantes : truite arc-en-ciel, truite brune et doré jaune. 
Le lac est situé à environ 2 km du morne de Saint-Sébastien, qui s'élève à une altitude de 820 mètres, et à environ 2,7 km du centre du village de Lac-Drolet.
Près du centre du lac se trouvent une île de grande dimension ainsi qu'un îlot.

## Toponymie
Le nom du lac évoque le souvenir d'un arpenteur de Saint-Sébastien qui allait pêcher sur le lac gelé en hiver. 

## Tourisme
Situé près de la route des Sommets, dans un environnement ou nature et montagne sont omniprésentes, la région est idéale pour la randonnée, le camping, et les activités de plein air.

## liens externes
- « Accueil - Maison du Granit », sur Maison du Granit (consulté le 8 septembre 2020)
- « Riverains », sur lacdrolet.ca via Wikiwix (consulté le 9 juillet 2023)